# Flex-Able Leftovers
Flex-Able Leftovers är ett album av Steve Vai från 1984. En CD-utgåva med bonusspår gavs ut 1998.

## Låtlista
1. "#?@! Yourself" – 8:27
2. "So Happy" – 2:43
3. "Bledsoe Bluvd" – 4:22
4. "Natural Born Boy" – 3:34
5. "Details at 10" – 5:58
6. "Massacre" – 3:25
7. "Burnin' Down the Mountain" – 4:22
8. "Little Pieces of Seaweed" – 5:12
Bonusspår på cd-utgåva
9. "San Sebastian" – 1:08
10. "The Beast of Love" – 3:30
11. "You Didn't Break It" – 4:19
12. "The X-Equilibrium Dance" – 5:10
13. "Chronic Insomnia" – 2:00